# Carrosserie Worblaufen

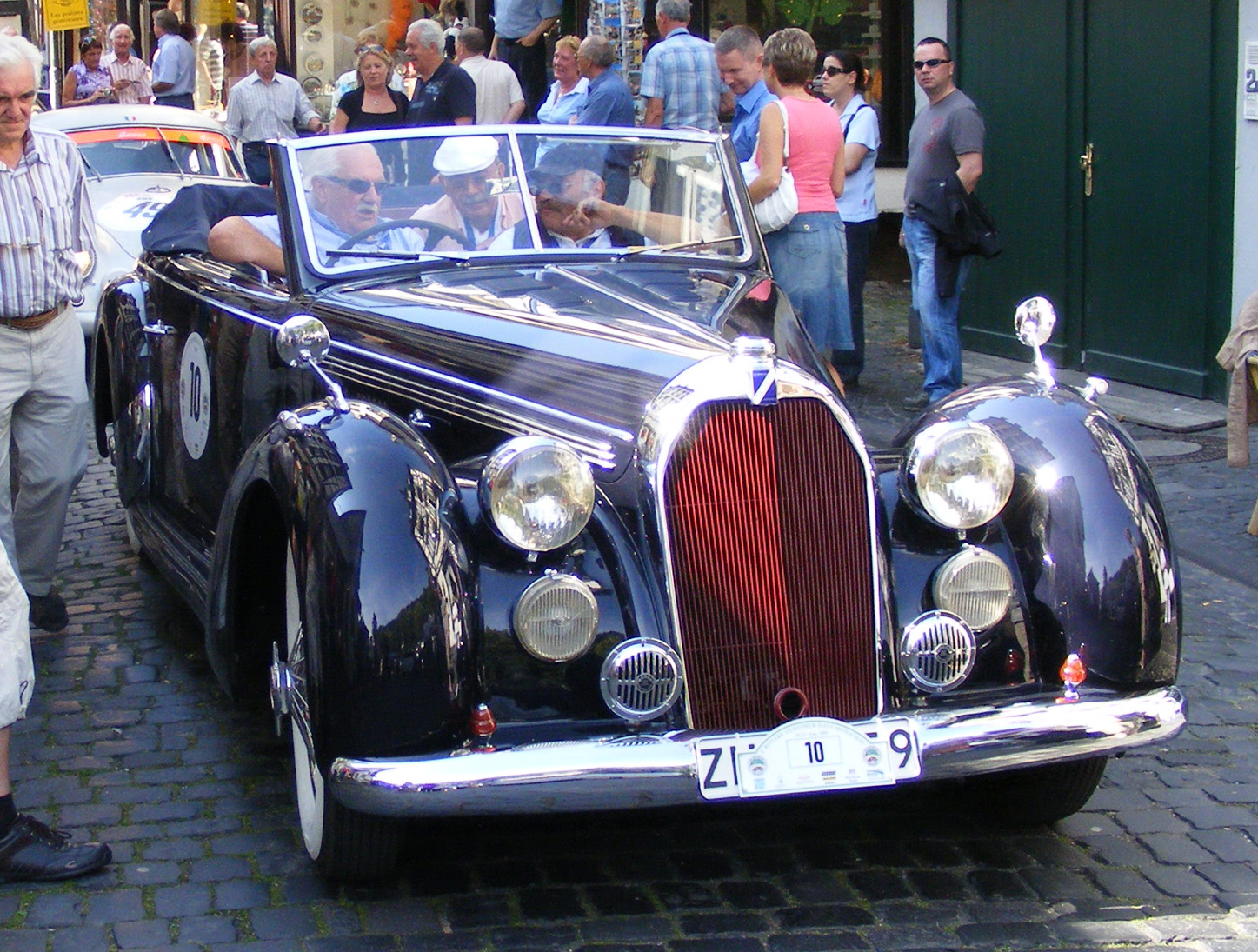
Traditionell gehaltenes Talbot T26 Record (1947) Cabriolet von Carrosserie Worblaufen

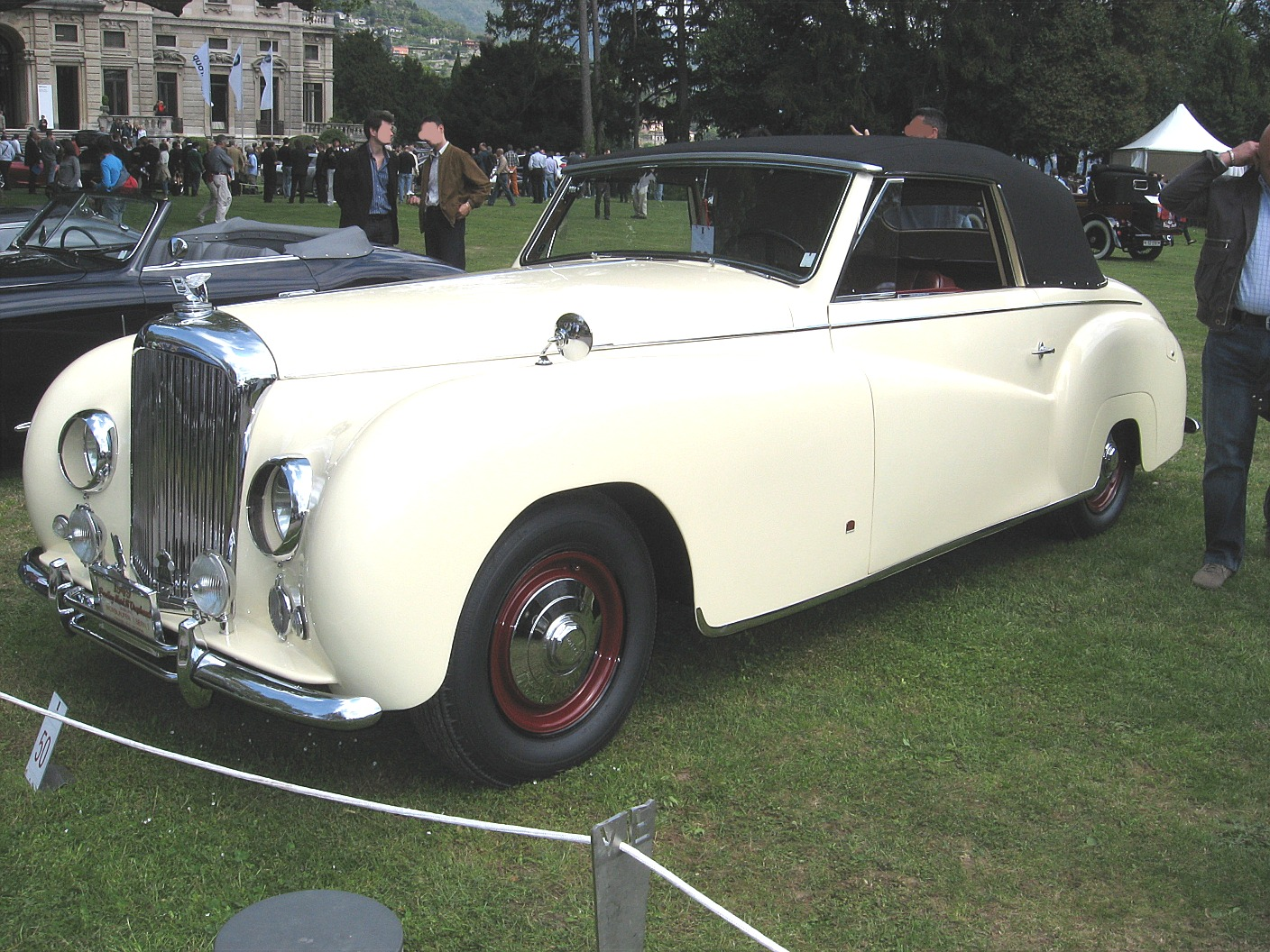
Bentley Mark VI (1949) Cabriolet von Carrosserie Worblaufen. Dieses Fahrzeug war am Genfer Automobilsalon 1950 ausgestellt.

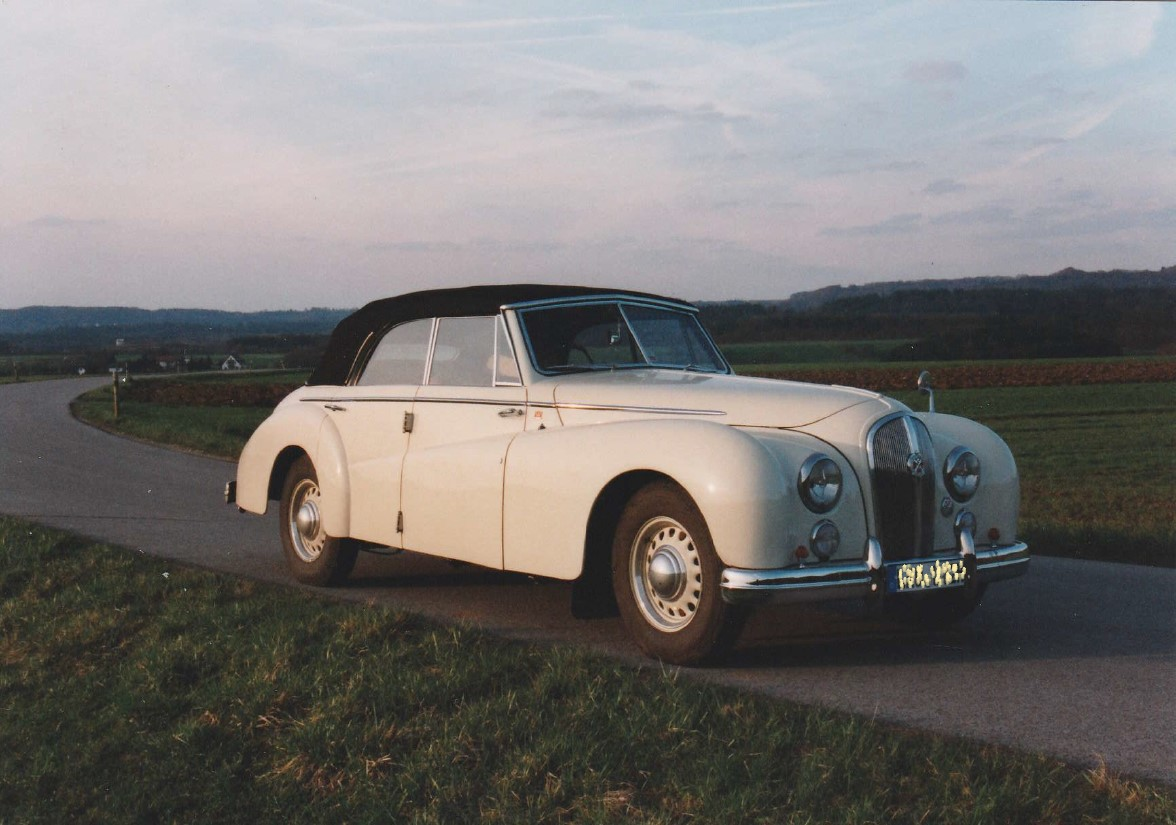
Hotchkiss 2050 Carrosserie Worblaufen für Jakob Jenzer

Carrosserie Worblaufen, F. Ramseier & Co.  ist der Name eines schweizerischen Karosseriebauunternehmens mit Sitz in Worblaufen bei Bern von 1929 bis 1958. Das Unternehmen ist nicht identisch mit Ramseier & Jenzer in Bern.

## Beschreibung
Carrosserie Worblaufen gehörte zu den führenden Anbietern des Landes für Sonderkarosserien für Luxusautomobile. Spezialität waren sportlich-elegante, offene Aufbauten.
Bekannt sind Worblaufen-Karosserien auf Fahrgestellen von Alfa Romeo, Bentley, BMW, Bugatti (Type 57 Grand Raid Roadster, Chassis Nr. 57260), Citroën, Delahaye (7 vom Type 135, wovon gemäss Swiss Car Register noch 5 existieren), Hotchkiss, Isotta Fraschini, Jaguar, Lancia, Mercedes-Benz und Talbot-Lago.
Kurz nach dem Zweiten Weltkrieg entstand ein interessantes viertüriges Cabriolet auf der Basis eines Packard Clipper Super oder Super Eight. Ramseier mischte dabei Designelemente beider Baureihen: Die Front war klar Packards 22. und 23. Serie (1948–1950) entlehnt, den Flanken fehlte aber deren durchgehende Gürtellinie. Stattdessen liefen die vorderen Kotflügel in den Türen aus und die hinteren waren abgesetzt und nicht verschalt, ähnlich wie beim Clipper der 19. und 20. Serie (1941–1947).
Im März 1950 zeigte Worblaufen ein Cabriolet auf dem Fahrgestell eines Bentley Mark VI auf dem Genfer Auto-Salon. 1951 stellte Carrosserie Worblaufen in Genf ein viertüriges Luxus-Cabriolet Typ 2050 der Marke Hotchkiss aus. Ein zweiter, fast identischer Wagen wurde von Jakob Jenzer, ehemaligem Partner der Firma Ramseier und Pionier des Schweizer Automobilbaus, erworben.
Nach dem Zweiten Weltkrieg stellten viele Luxusautohersteller den Betrieb ein oder produzierten Fahrzeuge mit selbsttragender Karosserie. Damit versiegte die Quelle für Chassis für die Carrossiers. So war Carrosserie Worblaufen, wie viele andere auch, gezwungen aufzugeben.
Weltweit sind noch ca. 50 Fahrzeuge mit einer „Worblaufen Carrosserie“ bekannt.